# Campeonato Mundial de Xadrez de 1987
O match pelo título do Campeonato Mundial de Xadrez de 1987 foi disputado entre o campeão Garry Kasparov e o ex-campeão Anatoly Karpov. O confronto foi realizado entre 12 de outubro e 19 de dezembro, em Sevilha, em um match de 24 partidas que terminou empatado em 12 a 12. Com o resultado, Kasparov manteve o título de campeão mundial.

## Torneios Interzonais
Três Torneios Interzonais foram realizados nas cidades de Tunis, Taxco e Bienna. Cada competição classificou quatro jogadores ao Torneio de Candidatos.
| N° | Jogador                | Rating | 1 | 2 | 3 | 4 | 5 | 6 | 7 | 8 | 9 | 10 | 11 | 12 | 13 | 14 | 15 | 16 | 17 | Total |
| -- | ---------------------- | ------ | - | - | - | - | - | - | - | - | - | -- | -- | -- | -- | -- | -- | -- | -- | ----- |
| 1  | Artur Yusupov          | 2590   | - | ½ | 1 | 1 | ½ | ½ | 1 | ½ | ½ | ½  | ½  | 1  | 1  | ½  | 1  | ½  | 1  | 11½   |
| 2  | Alexander Beliavsky    | 2635   | ½ | - | ½ | ½ | 1 | ½ | ½ | 1 | 1 | ½  | ½  | 1  | 0  | ½  | 1  | 1  | 1  | 11    |
| 3  | Lajos Portisch         | 2635   | 0 | ½ | - | ½ | 1 | ½ | ½ | ½ | ½ | ½  | 1  | ½  | 1  | ½  | ½  | 1  | 1  | 10    |
| 4  | Viktor Gavrikov        | 2550   | 0 | ½ | ½ | - | ½ | 0 | ½ | ½ | 1 | ½  | 1  | ½  | ½  | 1  | ½  | 1  | 1  | 9½    |
| 5  | Alexander Chernin      | 2495   | ½ | 0 | 0 | ½ | - | ½ | ½ | 1 | 0 | ½  | ½  | 1  | ½  | 1  | 1  | 1  | 1  | 9½    |
| 6  | Vlastimil Hort         | 2560   | ½ | ½ | ½ | 1 | ½ | - | ½ | ½ | 0 | ½  | ½  | ½  | ½  | 1  | 0  | 1  | 1  | 9     |
| 7  | Gennadi Sosonko        | 2535   | 0 | ½ | ½ | ½ | ½ | ½ | - | ½ | ½ | ½  | ½  | ½  | ½  | ½  | 1  | 1  | 1  | 9     |
| 8  | Maxim Dlugy            | 2485   | ½ | 0 | ½ | ½ | 0 | ½ | ½ | - | ½ | ½  | 1  | ½  | ½  | 1  | ½  | 1  | 1  | 9     |
| 9  | Nick de Firmian        | 2540   | ½ | 0 | ½ | 0 | 1 | 1 | ½ | ½ | - | 1  | 0  | ½  | ½  | 1  | 0  | ½  | 1  | 8½    |
| 10 | Predrag Nikolic        | 2575   | ½ | ½ | ½ | ½ | ½ | ½ | ½ | ½ | 0 | -  | 1  | 0  | ½  | 0  | ½  | 1  | 1  | 8     |
| 11 | Mihai Suba             | 2465   | ½ | ½ | 0 | 0 | ½ | ½ | ½ | 0 | 1 | 0  | -  | 0  | 1  | ½  | 1  | 1  | 1  | 8     |
| 12 | Anthony Miles          | 2570   | 0 | 0 | ½ | ½ | 0 | ½ | ½ | ½ | ½ | 1  | 1  | -  | ½  | 0  | ½  | 1  | 1  | 8     |
| 13 | Ivan Morovic Fernandez | 2450   | 0 | 1 | 0 | ½ | ½ | ½ | ½ | ½ | ½ | ½  | 0  | ½  | -  | ½  | 1  | ½  | ½  | 7½    |
| 14 | Alonso Zapata          | 2535   | ½ | ½ | ½ | 0 | 0 | 0 | ½ | 0 | 0 | 1  | ½  | 1  | ½  | -  | ½  | ½  | ½  | 6½    |
| 15 | Evgenij Ermenkov       | 2515   | 0 | 0 | ½ | ½ | 0 | 1 | 0 | ½ | 1 | ½  | 0  | ½  | 0  | ½  | -  | ½  | 1  | 6½    |
| 16 | Assem Afifi            |        | ½ | 0 | 0 | 0 | 0 | 0 | 0 | 0 | ½ | 0  | 0  | 0  | ½  | ½  | ½  | -  | 1  | 3½    |
| 17 | Slaheddine Hmadi       | 2285   | 0 | 0 | 0 | 0 | 0 | 0 | 0 | 0 | 0 | 0  | 0  | 0  | ½  | ½  | 0  | 0  | -  | 1     |

Chernin venceu Gavrikov por 3½-2½ em um match-desempate ocorrido em Moscou.
| N° | Jogador                  | Rating | 1 | 2 | 3 | 4 | 5 | 6 | 7 | 8 | 9 | 10 | 11 | 12 | 13 | 14 | 15 | 16 | Total |
| -- | ------------------------ | ------ | - | - | - | - | - | - | - | - | - | -- | -- | -- | -- | -- | -- | -- | ----- |
| 1  | Jan Timman               | 2650   | - | ½ | ½ | ½ | 1 | 1 | 1 | 1 | ½ | ½  | 1  | 1  | 1  | 1  | ½  | 1  | 12    |
| 2  | Jesus Nogueiras Santiago | 2545   | ½ | - | ½ | 1 | ½ | ½ | ½ | 1 | 1 | ½  | ½  | 1  | ½  | ½  | 1  | 1  | 10½   |
| 3  | Mikhail Tal              | 2565   | ½ | ½ | - | ½ | ½ | ½ | ½ | ½ | ½ | 1  | ½  | ½  | 1  | 1  | 1  | 1  | 10    |
| 4  | Kevin Spraggett          | 2560   | ½ | 0 | ½ | - | 1 | ½ | ½ | 1 | ½ | ½  | ½  | ½  | ½  | 1  | 1  | ½  | 9     |
| 5  | Jonathan Speelman        | 2530   | 0 | ½ | ½ | 0 | - | ½ | ½ | 1 | 1 | ½  | 0  | ½  | 1  | ½  | 1  | ½  | 8     |
| 6  | Simen Agdestein          | 2500   | 0 | ½ | ½ | ½ | ½ | - | ½ | ½ | ½ | ½  | 1  | ½  | 1  | ½  | 0  | ½  | 7½    |
| 7  | Miso Cebalo              | 2485   | 0 | ½ | ½ | ½ | ½ | ½ | - | 0 | 0 | 1  | 1  | ½  | 0  | ½  | 1  | 1  | 7½    |
| 8  | Lev Alburt               | 2535   | 0 | 0 | ½ | 0 | 0 | ½ | 1 | - | ½ | ½  | ½  | ½  | ½  | 1  | 1  | ½  | 7     |
| 9  | Walter Browne            | 2530   | ½ | 0 | ½ | ½ | 0 | ½ | 1 | ½ | - | ½  | 1  | ½  | 0  | 0  | ½  | ½  | 6½    |
| 10 | Jozsef Pinter            | 2540   | ½ | ½ | 0 | ½ | ½ | ½ | 0 | ½ | ½ | -  | 0  | ½  | 1  | 0  | 1  | ½  | 6½    |
| 11 | Jingxuan Qi              |        | 0 | ½ | ½ | ½ | 1 | 0 | 0 | ½ | 0 | 1  | -  | 1  | 0  | 0  | ½  | 1  | 6½    |
| 12 | Oleg Romanishin          | 2570   | 0 | 0 | ½ | ½ | ½ | ½ | ½ | ½ | ½ | ½  | 0  | -  | ½  | 1  | 1  | 0  | 6½    |
| 13 | Marcel Sisniega          | 2470   | 0 | ½ | 0 | ½ | 0 | 0 | 1 | ½ | 1 | 0  | 1  | ½  | -  | ½  | 0  | 1  | 6½    |
| 14 | Eduard Prandstetter      | 2430   | 0 | ½ | 0 | 0 | ½ | ½ | ½ | 0 | 1 | 1  | 1  | 0  | ½  | -  | 0  | ½  | 6     |
| 15 | Saeed Ahmed Saeed        | 2400   | ½ | 0 | 0 | 0 | 0 | 1 | 0 | 0 | ½ | 0  | ½  | 0  | 1  | 1  | -  | 1  | 5½    |
| 16 | Yuri Balashov            | 2495   | 0 | 0 | 0 | ½ | ½ | ½ | 0 | ½ | ½ | ½  | 0  | 1  | 0  | ½  | 0  | -  | 4½    |

| N° | Jogador                   | Rating | 1 | 2 | 3 | 4 | 5 | 6 | 7 | 8 | 9 | 10 | 11 | 12 | 13 | 14 | 15 | 16 | 17 | 18 | Total |
| -- | ------------------------- | ------ | - | - | - | - | - | - | - | - | - | -- | -- | -- | -- | -- | -- | -- | -- | -- | ----- |
| 1  | Rafael Vaganian           | 2625   | - | ½ | ½ | 1 | 1 | ½ | ½ | ½ | ½ | ½  | ½  | ½  | 1  | 1  | 1  | 1  | 1  | 1  | 12½   |
| 2  | Yasser Seirawan           | 2570   | ½ | - | ½ | ½ | ½ | ½ | 0 | ½ | ½ | ½  | 1  | 1  | 1  | ½  | 1  | 1  | 1  | 1  | 11½   |
| 3  | Andrei Sokolov            | 2555   | ½ | ½ | - | ½ | 0 | ½ | ½ | ½ | ½ | ½  | 1  | ½  | 1  | ½  | 1  | 1  | 1  | 1  | 11    |
| 4  | Nigel Short               | 2575   | 0 | ½ | ½ | - | 1 | 1 | 0 | ½ | ½ | 1  | ½  | ½  | 1  | 1  | ½  | ½  | ½  | 1  | 10½   |
| 5  | John Van der Wiel         | 2520   | 0 | ½ | 1 | 0 | - | 0 | 1 | ½ | ½ | ½  | 1  | 1  | 1  | ½  | 1  | ½  | ½  | 1  | 10½   |
| 6  | Eugenio Torre             | 2535   | ½ | ½ | ½ | 0 | 1 | - | ½ | 0 | ½ | ½  | 0  | 1  | 1  | 1  | 1  | ½  | 1  | 1  | 10½   |
| 7  | Lev Polugaevsky           | 2600   | ½ | 1 | ½ | 1 | 0 | ½ | - | 1 | ½ | 1  | 0  | ½  | 0  | ½  | 0  | ½  | 1  | 1  | 9½    |
| 8  | Ljubomir Ljubojevic       | 2615   | ½ | ½ | ½ | ½ | ½ | 1 | 0 | - | ½ | 1  | ½  | ½  | ½  | ½  | ½  | ½  | 1  | ½  | 9½    |
| 9  | Ulf Andersson             | 2590   | ½ | ½ | ½ | ½ | ½ | ½ | ½ | ½ | - | ½  | ½  | ½  | ½  | ½  | 1  | ½  | 1  | ½  | 9½    |
| 10 | Amador Rodriguez Cespedes | 2505   | ½ | ½ | ½ | 0 | ½ | ½ | 0 | 0 | ½ | -  | ½  | 1  | 1  | ½  | 0  | ½  | ½  | 1  | 8     |
| 11 | Gyula Sax                 | 2535   | ½ | 0 | 0 | ½ | 0 | 1 | 1 | ½ | ½ | ½  | -  | 0  | 0  | 1  | 0  | ½  | 1  | 1  | 8     |
| 12 | Vlastimil Jansa           | 2480   | ½ | 0 | ½ | ½ | 0 | 0 | ½ | ½ | ½ | 0  | 1  | -  | 1  | ½  | 0  | 0  | 1  | 1  | 7½    |
| 13 | Miguel Angel Quinteros    | 2525   | 0 | 0 | 0 | 0 | 0 | 0 | 1 | ½ | ½ | 0  | 1  | 0  | -  | 1  | 1  | 1  | 1  | ½  | 7½    |
| 14 | Margeir Petursson         | 2550   | 0 | ½ | ½ | 0 | ½ | 0 | ½ | ½ | ½ | ½  | 0  | ½  | 0  | -  | 1  | 1  | ½  | ½  | 7     |
| 15 | Lev Gutman                | 2485   | 0 | 0 | 0 | ½ | 0 | 0 | 1 | ½ | 0 | 1  | 1  | 1  | 0  | 0  | -  | 1  | ½  | 0  | 6½    |
| 16 | Zunian Li                 | 2465   | 0 | 0 | 0 | ½ | ½ | ½ | ½ | ½ | ½ | ½  | ½  | 1  | 0  | 0  | 0  | -  | ½  | ½  | 6     |
| 17 | Charles Partos            | 2425   | 0 | 0 | 0 | ½ | ½ | 0 | 0 | 0 | 0 | ½  | 0  | 0  | 0  | ½  | ½  | ½  | -  | 1  | 4     |
| 18 | Angel Martin Gonzalez     | 2430   | 0 | 0 | 0 | 0 | 0 | 0 | 0 | ½ | ½ | 0  | 0  | 0  | ½  | ½  | 1  | ½  | 0  | -  | 3½    |

Short, Van der Wiel e Torre jogaram um torneio-desempate em Biel, com a vitória de Short.

## Torneio de Candidatos
Jogaram o Torneio de Candidatos os 12 classificados nos Interzonais;  Smyslov, Korchnoi e  Zoltan Ribli (semifinalistas do torneio anterior); e Spassky, que recebeu um convite dos organizadores.
Esses 16 jogadores jogaram pela um torneio round robin em Montpellier, no qual os quatro primeiros colocados se classificariam para a fase eliminatória.
Claramente uma nova geração de jogadores superou vários ex-campeões mundiais, refletindo uma nova época do xadrez.
| N° | Jogador                  | Rating | 1 | 2 | 3 | 4 | 5 | 6 | 7 | 8 | 9 | 10 | 11 | 12 | 13 | 14 | 15 | 16 | Total |
| -- | ------------------------ | ------ | - | - | - | - | - | - | - | - | - | -- | -- | -- | -- | -- | -- | -- | ----- |
| 1  | Artur Yusupov            | 2600   | - | 0 | 1 | ½ | ½ | 1 | ½ | ½ | ½ | ½  | ½  | ½  | ½  | 1  | 1  | ½  | 9     |
| 2  | Rafael Vaganian          | 2625   | 1 | - | ½ | 0 | ½ | 0 | ½ | ½ | ½ | ½  | ½  | 1  | 1  | ½  | 1  | 1  | 9     |
| 3  | Andrei Sokolov           | 2555   | 0 | ½ | - | ½ | ½ | 0 | ½ | 1 | ½ | ½  | ½  | 1  | 1  | 1  | ½  | 1  | 9     |
| 4  | Jan Timman               | 2640   | ½ | 1 | ½ | - | ½ | 1 | ½ | ½ | ½ | 1  | 1  | 0  | ½  | ½  | ½  | 0  | 8½    |
| 5  | Mikhail Tal              | 2565   | ½ | ½ | ½ | ½ | - | ½ | ½ | ½ | 1 | 0  | ½  | ½  | 1  | 1  | ½  | ½  | 8½    |
| 6  | Boris Spassky            | 2590   | 0 | 1 | 1 | 0 | ½ | - | ½ | ½ | ½ | 1  | ½  | ½  | ½  | ½  | 1  | 0  | 8     |
| 7  | Alexander Beliavsky      | 2640   | ½ | ½ | ½ | ½ | ½ | ½ | - | 0 | ½ | ½  | 1  | ½  | ½  | ½  | ½  | 1  | 8     |
| 8  | Vassily Smyslov          | 2595   | ½ | ½ | 0 | ½ | ½ | ½ | 1 | - | ½ | ½  | ½  | ½  | ½  | ½  | 0  | 1  | 7½    |
| 9  | Alexander Chernin        | 2560   | ½ | ½ | ½ | ½ | 0 | ½ | ½ | ½ | - | ½  | ½  | ½  | ½  | ½  | ½  | 1  | 7½    |
| 10 | Yasser Seirawan          | 2570   | ½ | ½ | ½ | 0 | 1 | 0 | ½ | ½ | ½ | -  | 1  | ½  | 0  | ½  | ½  | ½  | 7     |
| 11 | Nigel Short              | 2575   | ½ | ½ | ½ | 0 | ½ | ½ | 0 | ½ | ½ | 0  | -  | 1  | ½  | 1  | ½  | ½  | 7     |
| 12 | Lajos Portisch           | 2625   | ½ | 0 | 0 | 1 | ½ | ½ | ½ | ½ | ½ | ½  | 0  | -  | 1  | 0  | ½  | 1  | 7     |
| 13 | Viktor Kortchnoi         | 2630   | ½ | 0 | 0 | ½ | 0 | ½ | ½ | ½ | ½ | 1  | ½  | 0  | -  | ½  | 1  | ½  | 6½    |
| 14 | Zoltan Ribli             | 2605   | 0 | ½ | 0 | ½ | 0 | ½ | ½ | ½ | ½ | ½  | 0  | 1  | ½  | -  | 1  | ½  | 6½    |
| 15 | Jesus Nogueiras Santiago | 2555   | 0 | 0 | ½ | ½ | ½ | 0 | ½ | 1 | ½ | ½  | ½  | ½  | 0  | 0  | -  | 1  | 6     |
| 16 | Kevin Spraggett          | 2550   | ½ | 0 | 0 | 1 | ½ | 1 | 0 | 0 | 0 | ½  | ½  | 0  | ½  | ½  | 0  | -  | 5     |

Um match-desempate foi jogado por Timman e Tal, terminando em 3-3-; Timman se classificou por ter tido mais vitórias que Tal (4-3) no Torneio.
|  | Quartas de Final | Quartas de Final | Quartas de Final |               |                 | Semifinal      | Semifinal | Semifinal |  |
|  |                  |                  |                  |               |                 |                |           |           |  |
|  | União Soviética  | Rafael Vaganian  | 2                |               |                 |                |           |           |  |
|  | União Soviética  | Rafael Vaganian  | 2                |               |                 |                |           |           |  |
|  | União Soviética  | Andrei Sokolov   | 6                |               |                 |                |           |           |  |
|  | União Soviética  | Andrei Sokolov   | 6                |               | União Soviética | Andrei Sokolov | 7½        |           |  |
|  |                  |                  |                  |               | União Soviética | Andrei Sokolov | 7½        |           |  |
|  |                  |                  | União Soviética  | Artur Yusupov | 6½              |                |           |           |  |
|  | União Soviética  | Artur Yusupov    | União Soviética  | Artur Yusupov | 6½              | 6              |           |           |  |
|  | União Soviética  | Artur Yusupov    |                  |               |                 |                |           |           |  |
|  | Países Baixos    | Jan Timman       | 6                |               |                 |                |           |           |  |

Karpov havia ganho o direito de entrar diretamente na final do Torneio de Candidatos.
| Jogador        | Rating | 1 | 2 | 3 | 4 | 5 | 6 | 7 | 8 | 9 | 10 | 11 | Total |
| -------------- | ------ | - | - | - | - | - | - | - | - | - | -- | -- | ----- |
| Andrei Sokolov | 2645   | ½ | 0 | ½ | ½ | ½ | 0 | ½ | ½ | ½ | 0  | 0  | 3½    |
| Anatoly Karpov | 2700   | ½ | 1 | ½ | ½ | ½ | 1 | ½ | ½ | ½ | 1  | 1  | 7½    |

## Match pelo título
A disputa foi jogada em uma melhor de 24 partidas, um empate em 12-12 manteria o título com Kasparov.
| Jogador        | Rating | 1 | 2 | 3 | 4 | 5 | 6 | 7 | 8 | 9 | 10 | 11 | 12 | 13 | 14 | 15 | 16 | 17 | 18 | 19 | 20 | 21 | 22 | 23 | 24 | Total |
| -------------- | ------ | - | - | - | - | - | - | - | - | - | -- | -- | -- | -- | -- | -- | -- | -- | -- | -- | -- | -- | -- | -- | -- | ----- |
| Garry Kasparov | 2740   | ½ | 0 | ½ | 1 | 0 | ½ | ½ | 1 | ½ | ½  | 1  | ½  | ½  | ½  | ½  | 0  | ½  | ½  | ½  | ½  | ½  | ½  | 0  | 1  | 12    |
| Anatoly Karpov | 2700   | ½ | 1 | ½ | 0 | 1 | ½ | ½ | 0 | ½ | ½  | 0  | ½  | ½  | ½  | ½  | 1  | ½  | ½  | ½  | ½  | ½  | ½  | 1  | 0  | 12    |